# Eupithecia bastelbergeri
Eupithecia bastelbergeri là một loài bướm đêm trong họ Geometridae.